# Jan Mitkowski
Jan Mitkowski (ur. ?? w Pilźnie, zm. 5 grudnia 1646) – doktor medycyny, profesor i dziekan wydziału lekarskiego Akademii Krakowskiej.

## Życiorys
Urodził się w Pilźnie w drugiej połowie XVI wieku. W 1603 otrzymał stopień bakałarza nauk wyzwolonych w krakowskiej Akademii. Medycynę studiował w Bolonii i tam uzyskał dyplom doktorski. Od 1615 prowadził zajęcia na wydziale medycznym Akademii Krakowskiej, następnie został profesorem i kilkakrotnie był rektorem wydziału lekarskiego. W 1627 wykładał aforyzmy Hipokratesa.
Miał syna Władysława, który również był lekarzem. Jan Mitkowski zmarł 5 grudnia 1646.